# F.R. Leavis

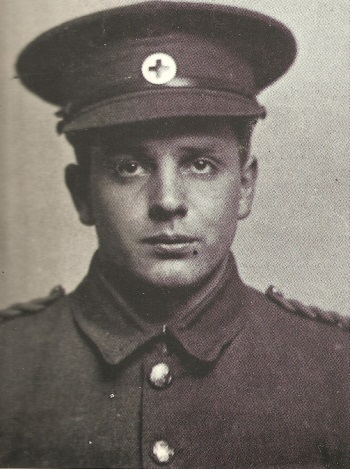
Frank Leavis (WWI)

Frank Raymond Leavis (Cambridge, 14 juli 1895 – Cambridge, 14 april 1978) was een invloedrijke Brits literatuurcriticus aan het begin van tot halverwege de 20e eeuw.
Leavis' kritiek is moeilijk direct te classificeren, maar kan in vier chronologische fases gegroepeerd worden. De eerste is die van zijn vroege publicaties en essays, waaronder New Bearings in English Poetry (1932) en Revaluation (1936). Hier maakte hij zich voornamelijk druk om het opnieuw onderzoeken van poëzie uit de zeventiende tot twintigste eeuw, onder invloed van T.S. Eliot.